# Art del paleolític mitjà

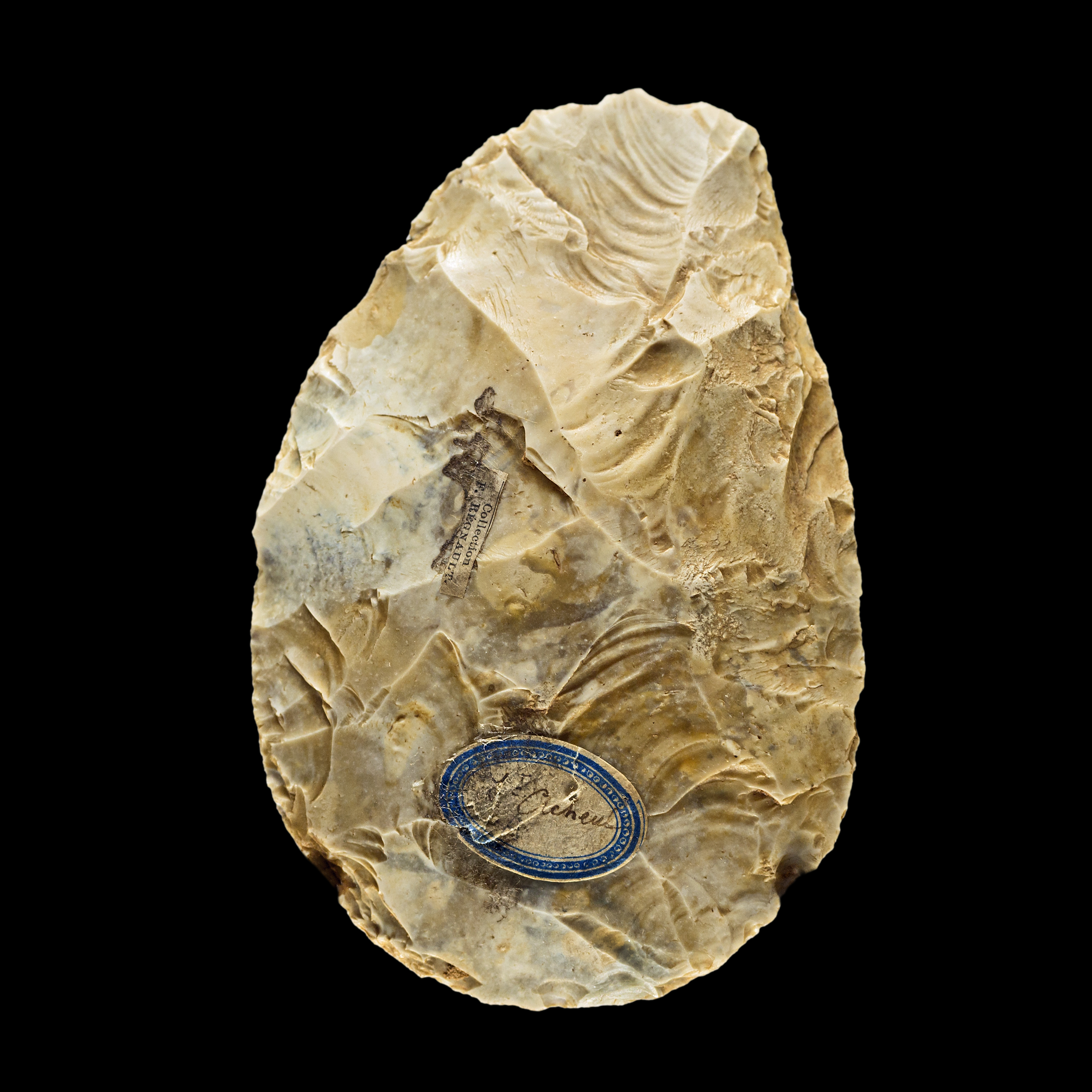
Bifaç acheulià de Sant-Acheul, França

La primera evidència indiscutible de l'art prehistòric data del Paleolític superior, fa entre 40.000 i 50.000 anys (vegeu Art del Paleolític superior). L'art visual començà amb l'aparició d'escultures, grans i pintures rupestres a Europa, Àfrica, Amèrica i Austràlia en les cultures de l'homo sapiens, fa al voltant de 40.000 anys.
A més de la religió i altres manifestacions culturals universals de les societats humanes contemporànies, l'aparició de les arts figuratives és una característica essencial d'una plena modernitat conductual. Malgrat això, hi ha proves d'un "gust per l'estètica" entre les poblacions de l'homo erectus del Paleolític inferior (vella edat de pedra) i de l'homo sapiens del Paleolític mitjà (edat de pedra mitjana) en el període que va fins al començament del Paleolític superior, fa de 200.000 a 50.000 anys, en particular en la gran simetria que mostren les eines de pedra, sovint elaborades amb una cura més gran que l'estrictament necessària per aconseguir una destral manual eficaç.

## Abans de l'homo sapiens
La primera evidència d'activitat artística, en forma d'aiguaforts diagonals realitzats amb dents de tauró, es trobà el 2014 en un fòssil de cloïssa de 500.000 anys d'antiguitat, relacionada amb l'homo erectus descobert a Java en la dècada de 1890.

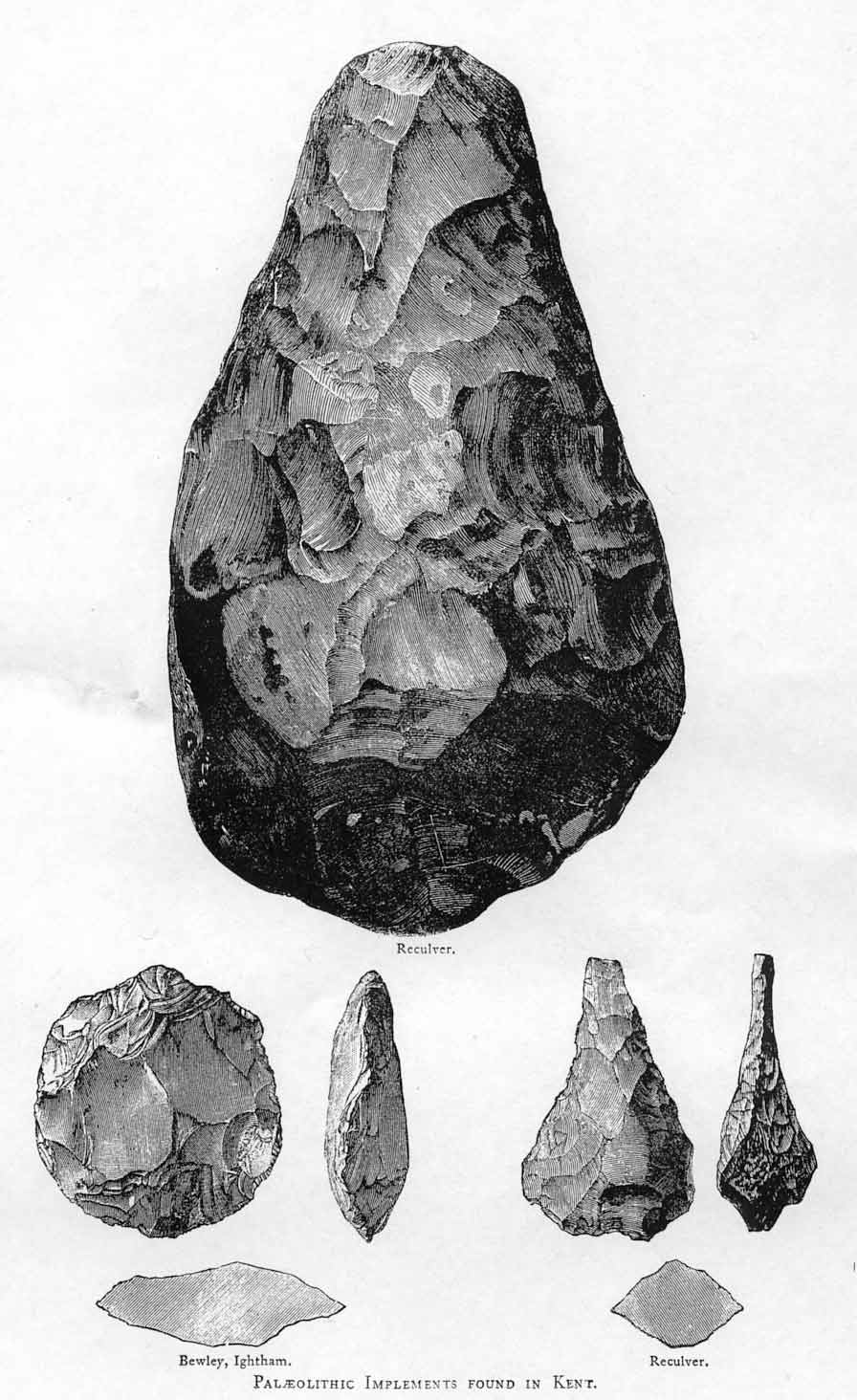
Destrals de mà acheulianes de Kent. Els tipus mostrats són (en el sentit de les agulles del rellotge des de dalt): cordades, de pic i ovalades

Molt abans d'això, l'homo erectus ja havia produït alguns patrons sense utilitat aparent en objectes com els trobats a Bilzingsleben, a Turíngia, que es podrien considerar precursors de l'art, així com la revelació de la intenció per part de l'artista de decorar i modernitzar més enllà de la necessitat de tipus pràctic. La simetria i l'atenció prestada a la forma d'una eina ha portat alguns autors a considerar les destrals de mà acheulianes i, sobretot, els punts de llorer com a expressions artístiques.
La màscara de la Roche-Cotard també s'ha considerat una evidència de les arts figuratives neandertals, malgrat el seu contacte amb l'homo sapiens en un període posterior. De manera semblant, s'ha reclamat com a neandertal, encara que no sense controvèrsia, la "flauta Divje Babe", instrument musical que data aproximadament de fa 43.000 anys.
Altres escultures com la Venus de Tan-Tan (de més de 300.000 anys d'antiguitat) i la Venus de Berekhat Ram (de 250.000 anys) s'han proposat com a evidències, tot i que podrien ser formacions de roca natural amb una semblança accidental a la forma humana, però alguns experts suggereixen que mostren rastres de pigments o talla.

## Cova de Blombos
Al 2002, a la cova de Blombos, situada a Sud-àfrica, es descobriren pedres d'ocre tallades amb dibuixos en forma de xàrcia o patrons en creu, que daten de fa 70.000 anys.
Açò suggerí a alguns investigadors que els primers homo sapiens eran capaços d'abstraure i produir art simbòlic. També trobaren grans de petxines a la cova de Blombos que daten de fa 70.000 anys. El 2011, a la cova aparegueren cossiols que podien haver contingut pintura, amb altres estris artístics que daten de fa 100.000 anys.
Alguns arqueòlegs, entre els quals Richard Klein de Stanford, es resisteixen a acceptar que la cova de Blombos siga el primer exemple genuí d'art.